# Сан Мјунг Мун
Сан Мјунг Мун (кореј. 문선명), право име Мун Јон-мјун (25. фебруар 1920 — 3. септембар 2012) био је јужнокорејски верски вођа, пословни магнат и медијски могул. Као самозвани месија, Мун је био утемељитељ Цркве уједињења и њених церемонија масовних венчања. Мунови опсежни пословни интереси обухватају и News World Communications, међународну медијску корпорацију, која је основала Вашингтон тајмс, а поседује и друге медије у неколико земаља, као и Тонгил групу, јужнокорејску пословну групу активну у индустрији, производњи лекова, туризму и издаваштву.
Мун је рођен на територији данашње Северне Кореје. Он и његова породица су преобраћени у хришћанство када је Мун био још дете. Мун је 1954. године основао је у Сеулу Цркву уједињења засновану на конзервативним, породично оријентисаним учењима из нових библијских интерпретација. Мун је навео ове принципе у својој књизи Објашњење божанског принципа. Током 1960-их и 1970-их, Мун је био водећа фигура у таласу нових верских покрета које су изазвале контроверзу неколико питања. Мунови следбеници, сматрају Муна својим „Прави оцем“, а критичари су га сматрају вођом секте.
Одлучан у намери да прошири свој утицај изван религије и побољша имиџ своје цркве у очима јавности, Мун је постао активан у конзервативној политици, састајао се са светским лидерима, основао је бројне грађанске организације и проширио своје пословне интересе и придружене организације. Мун је ватрени антикомуниста и заговорник уједињења Кореје, па је његова подршка десничарима помогла претварања Вашингтон тајмса у респектабилне новине у конзервативним круговима. Пред своју смрт, Мун је пренео на своју децу велики део одговорности за верске и пословне активности Цркве уједињења.